# Ист Трой (Уисконсин)
Ист Трой (на английски: East Troy, изговаря по-близко до Ийст Трой) е град в окръг Уолуърт, Уисконсин, Съединени американски щати. Намира се на 40 km югозападно от Милуоки. Населението му е 4049 души (по приблизителна оценка от 2017 г.).
Край Ист Трой умира музикантът Стиви Рей Вон (1954 – 1990).